# Polimàrcium
Polimàrcium (llatí: Polimartium) va ser una ciutat d'Etrúria a la dreta del Tíber, a uns 18 km a l'est de Viterbo. El nom de la ciutat no es troba en cap autor anterior a Pau el Diaca (segle viii).
Es desconeix si va ser una ciutat etrusca, però a uns 3 km al nord de la moderna Bomarzo es van trobar restes d'un establiment etrusc que se suposa que podria ser Polimàrcium. Encara queden algunes ruïnes i vestigis d'edificis antics, i s'han descobert nombrosos sepulcres, que contenien objectes d'interès. Un d'ells està adornat amb pintures d'estil etrusc, però pel que sembla no són d'una època gaire antiga.